# Orontium
Orontium (Orontium L.) – rodzaj roślin z rodziny obrazkowatych, do którego zalicza się jeden gatunek żyjący: orontium wodne (Orontium aquaticum L.), pochodzące ze wschodnich i południowo-wschodnich Stanów Zjednoczonych, oraz dwa gatunki wymarłe: †Orontium wolfei Bogner et al., z dolno-środkowego eocenu,  z okolic Princeton i †Orontium mackii Bogner et al., z późnej kredy (mastrycht), ze środkowo-południowego Nowego Meksyku. Nazwa naukowa rodzaju pochodzi od starogreckiej nazwy rośliny rosnącej w rzece Orontes.

## Morfologia
ŁodygaW przypadku orontium wodnego łodygę stanowi podziemne, pionowe kłącze. Łodyga gatunków kopalnych nie została zachowana.
LiścieBlaszki liściowe wszystkich gatunków podłużno-eliptyczne, kończykowate, o wymiarach: 10–40×3–15 cm (orontium wodne), 27,5×6–9 cm (†Orontium mackii) i 17–45×5–15 cm (†Orontium wolfei). Nerwacja równoległa.
KwiatyKwiatostany gatunków kopalnych nie zostały zachowane. Orontium wodne jest rośliną jednopienną, tworzącą wiele kolbiastych kwiatostanów, pozbawionych pochwy, wyrastających ponad taflę wody na szypułce dłuższej od ogonków liściowych, rozszerzonej u nasady kwiatostanu.
OwoceOwocostan gatunków kopalnych nie został zachowany. Owocami orontium wodnego są jednonasienne jagody.